# Football Club Sangiuliano City 2022-2023
Questa pagina raccoglie i dati riguardanti il Football Club Sangiuliano City nelle competizioni ufficiali della stagione 2022-2023.

## Rosa
Aggiornata al 1º febbraio 2023.
| N. |                    | Ruolo | Calciatore            |
| -- | ------------------ | ----- | --------------------- |
| 1  | Italia (bandiera)  | P     | Matteo Grandi         |
| 2  | Italia (bandiera)  | D     | Simone Zanon          |
| 3  | Marocco (bandiera) | D     | Anass Serbouti        |
| 4  | Italia (bandiera)  | D     | Riccardo Ippolito     |
| 5  | Italia (bandiera)  | C     | Sergio Guerrini       |
| 6  | Italia (bandiera)  | D     | Matteo Bruzzone       |
| 7  | Italia (bandiera)  | A     | Emilio Volpicelli     |
| 9  | Italia (bandiera)  | A     | Luca Miracoli         |
| 10 | Albania (bandiera) | A     | Frenci Qeros          |
| 11 | Italia (bandiera)  | A     | Pietro Maria Cogliati |
| 13 | Italia (bandiera)  | D     | Paolo Marchi          |
| 14 | Italia (bandiera)  | C     | Nicholas Saggionetto  |
| 16 | Italia (bandiera)  | A     | Jan Casali            |

| N. |                    | Ruolo | Calciatore                |
| -- | ------------------ | ----- | ------------------------- |
| 17 | Senegal (bandiera) | A     | Mbarick Fall              |
| 18 | Italia (bandiera)  | A     | Gabriele Deiana           |
| 19 | Italia (bandiera)  | D     | Davide Zugaro De Matteis  |
| 22 | Italia (bandiera)  | P     | Francesco D'Alterio       |
| 23 | Italia (bandiera)  | C     | Tommaso Morosini          |
| 24 | Italia (bandiera)  | C     | Antonio Metlika           |
| 25 | Italia (bandiera)  | C     | Pietro Fusi               |
| 27 | Italia (bandiera)  | D     | Federico Baggi            |
| 29 | Italia (bandiera)  | D     | Manuel Pascali (capitano) |
| 36 | Italia (bandiera)  | C     | Aniello Salzano           |
| 37 | Italia (bandiera)  | C     | Marco Firenze             |
| 77 | Italia (bandiera)  | A     | Roberto Floriano          |
| 90 | Italia (bandiera)  | D     | Raffaele Alcibiade        |

## Risultati

### Serie C

#### Girone di andata
| Arbitro: | Leone (Barletta) |

|                                                     |           |                         |
| Morosini 20’ (rig.), 65’ Cogliati 25’ Anastasia 80’ | Marcatori | 41’ Mensah 46’ Pierobon |

| Arbitro: | Cianci (Carrara) |

|                |           |  |
| Maistrello 55’ | Marcatori |  |

| Arbitro: | Cerbasi (Arezzo) |

|                               |           |                                 |
| Belcastro 36’ Saporetti 45+1’ | Marcatori | 49’ Fall 53’ Fusi 63’ Anastasia |

| Arbitro: | Angelucci (Foligno) |

|  |           |            |
|  | Marcatori | 63’ Pinato |

| Arbitro: | D'Eusanio (Faenza) |

|             |           |                           |
| Corradi 46’ | Marcatori | 71’ Cogliati 86’ Miracoli |

| Arbitro: | Marchioni (Rieti) |

|                                   |           |              |
| Cogliati 12’, 66’ Anastasia 90+1’ | Marcatori | 32’ Cesarini |

| Arbitro: | Sacchi (Macerata) |

|                       |           |  |
| Mangni 55’ Eusepi 68’ | Marcatori |  |

| Arbitro: | Bozzetto (Bergamo) |

|               |           |  |
| Anastasia 49’ | Marcatori |  |

| Arbitro: | Taricone (Perugia) |

|                                                |           |                      |
| Pittarello 21’ (rig.) Siligardi 35’ Guerra 84’ | Marcatori | 48’ (aut.) Benedetti |

| Arbitro: | Panettella (Bari) |

|  |           |                |
|  | Marcatori | 90+5’ Dalmonte |

| Arbitro: | Saia (Palermo) |

|            |           |  |
| Masini 75’ | Marcatori |  |

| Arbitro: | Gandino (Alessandria) |

|           |           |              |
| Qeros 35’ | Marcatori | 4’ Zarpellon |

| Arbitro: | Rispoli (Locri) |

|          |           |              |
| Zoma 18’ | Marcatori | 67’ Cogliati |

| Arbitro: | Gangi (Enna) |

|              |           |                         |
| Cogliati 48’ | Marcatori | 8’ Cariolato 39’ Parigi |

| Arbitro: | Luongo (Napoli) |

|                       |           |                    |
| Comi 11’ Perrotta 53’ | Marcatori | 40’ (rig.) Salzano |

| Arbitro: | Crezzini (Siena) |

|              |           |  |
| Miracoli 81’ | Marcatori |  |

| Arbitro: | Di Cicco (Lanciano) |

|               |           |  |
| Compagnon 62’ | Marcatori |  |

| Arbitro: | Iacobellis (Pisa) |

|          |           |  |
| Fusi 39’ | Marcatori |  |

| Arbitro: | Vogliacco (Bari) |

|                             |           |                       |
| Boffelli 19’ Citterio 90+2’ | Marcatori | 89’ (aut.) Lombardoni |

#### Girone di ritorno
| Arbitro: | Bozzetto (Bergamo) |

|                              |           |               |
| Ghilardi 45+1’ Fontana 90+3’ | Marcatori | 19’ Anastasia |

| Arbitro: | Gemelli (Messina) |

|                       |           |                          |
| Fusi 33’ Miracoli 38’ | Marcatori | 60’ Angeli 73’ Squizzato |

| Arbitro: | Renzi (Pesaro) |

|  |           |                         |
|  | Marcatori | 58’ Carletti 69’ Fabbri |

| Arbitro: | Milone (Taurianova) |

|                              |           |                    |
| Bruscagin 24’ Candellone 44’ | Marcatori | 46’ (rig.) Salzano |

| Arbitro: | Lovison (Padova) |

|  |           |             |
|  | Marcatori | 15’ Capelli |

| Arbitro: | Di Francesco (Ostia Lido) |

|  |           |                       |
|  | Marcatori | 13’ Serbouti 56’ Fall |

| Arbitro: | Kumara (Verona) |

|                |           |  |
| Volpicelli 11’ | Marcatori |  |

| Arbitro: | D'Eusanio (Faenza) |

|                     |           |                           |
| Bariti 21’ Iori 26’ | Marcatori | 71’ Morosini 84’ Miracoli |

| Arbitro: | Tremolada (Monza) |

|             |           |                    |
| Salzano 90’ | Marcatori | 41’, 72’ Siligardi |

| Arbitro: | Perri (Roma 1) |

|           |           |                                      |
| Greco 41’ | Marcatori | 58’ Serbouti 82’ Firenze 90+5’ Baggi |

| Arbitro: | Leone (Barletta) |

|  |           |               |
|  | Marcatori | 38’ Galuppini |

| Arbitro: | Crezzini (Siena) |

|                                   |           |                    |
| Daffara 53’ Nalini 56’ Fabbro 86’ | Marcatori | 10’ (rig.) Salzano |

| Arbitro: | Djurdjevic (Trieste) |

|                          |           |  |
| Alcibiade 36’ Fusi 90+3’ | Marcatori |  |

| Arzignano 19 marzo 2023, ore 14:30 33ª giornata | Arzignano Valchiampo | 0 – 0 | Sangiuliano City | Stadio Tommaso Dal Molin (323 spett.)\| Arbitro: \| Andreano (Prato) \| |
| Arbitro:                                        | Andreano (Prato)     |       |                  |                                                                         |

| Arbitro: | Mastrodomenico (Matera) |

|              |           |  |
| Alcibiade 5’ | Marcatori |  |

| Arbitro: | Madonia (Palermo) |

|                                   |           |  |
| Bortolussi 52’ Liguori 70’ (rig.) | Marcatori |  |

| Arbitro: | Ramondino (Palermo) |

|  |           |          |
|  | Marcatori | 8’ Cerri |

| Trieste 16 aprile 2023, ore 14:30 37ª giornata | Triestina         | 0 – 0 | Sangiuliano City | Stadio Nereo Rocco (3925 spett.)\| Arbitro: \| Cavaliere (Paola) \| |
| Arbitro:                                       | Cavaliere (Paola) |       |                  |                                                                     |

| Arbitro: | Maccarini (Arezzo) |

|  |           |           |
|  | Marcatori | 89’ Pitou |

#### Play-out
| Trieste 6 maggio 2023, ore 16:30 Andata | Triestina      | 0 – 0 | Sangiuliano City | Stadio Nereo Rocco (6434 spett.)\| Arbitro: \| Saia (Palermo) \| |
| Arbitro:                                | Saia (Palermo) |       |                  |                                                                  |

| Arbitro: | Di Marco (Ciampino) |

|                    |           |                              |
| Salzano 55’ (rig.) | Marcatori | 46’ Mbakogu 90+2’ Tavernelli |

### Coppa Italia Serie C
| Arbitro: | Iannello (Messina) |

|               |           |                              |
| Vitalucci 35’ | Marcatori | 40’ Qeros 74’ Fall 80’ Baggi |

| Arbitro: | Gigliotti (Cosenza) |

|                                 |                      |                                  |
| Lamesta 46’ Capoferri 90+3’     | Marcatori            | 52’ (rig.) Miracoli 79’ Zanon    |
| Giacchino Capoferri Conti Rizza | Tiri di rigore 2 – 4 | Qeros Miracoli Guidetti Cogliati |

| Arbitro: | Andreano (Prato) |

|  |           |            |
|  | Marcatori | 35’ Cudrig |